# Canberra (Schiff, 1928)
HMAS Canberra, war ein Schwerer Kreuzer der County-Klasse der Königlich Australischen Marine, der zwischen 1928 und 1942 in Dienst stand.

## Allgemeines
Das zur Kent-Gruppe der County-Klasse gehörende Schiff wurde im Rahmen des Aufbauprogramms der australischen Marine 1924 in Auftrag gegeben. Am 9. Juli 1928 wurde sie in Clydebank unter dem Kommando von Captain George L. Massey in Dienst gestellt. Ihre Schwesterschiffe waren die Australia sowie die britischen Kreuzer Kent, Berwick, Cornwall, Cumberland und Suffolk.

## Einsatzgeschichte
Nach fünfmonatigen Testfahrten in britischen Gewässern setzte die Canberra am 4. Dezember von Portsmouth aus Kurs auf Australien. Dort traf sie am 25. Januar 1929 in Fremantle ein. Der neue Kreuzer verblieb bis 1931 in australischen Heimatgewässern, bis er im September 1931 seine erste Reise nach Neukaledonien und den Fidschi-Inseln unternahm.
Bis zum Beginn des Zweiten Weltkriegs war die Canberra das Flaggschiff der australischen Schwadron. 1932 und 1937 besuchte sie den australischen Stützpunkt in China und einige Male Häfen in Neuseeland. 1934 diente sie als Geleitschiff der Sussex, die Henry, Duke of Gloucester, auf einer Besuchsreise nach Australien brachte.
Nach Beginn der Kämpfe des Zweiten Weltkriegs fuhr die Canberra neun Monate lang Patrouille und Geleitschutz in den Heimatgewässern und der Tasmansee unter Captain Wilfrid R. Patterson.
Im Juni 1940 übernahm Captain Harold Farncomb das Kommando an Bord und die Canberra bekam Einsätze im Indischen Ozean zur Eskortierung von Schiffen auf den Routen nach Südafrika, Indien und Malaysia.
Das herausragendste Ereignis 1940 war die Rettung von 28 Überlebenden des britischen Frachters Port Brisbane und die anschließende Suche nach dem deutschen Angreifer, dem Hilfskreuzer Pinguin, die allerdings erfolglos verlief.
1941 wurden die Geleitfahrten im Indischen Ozean fortgesetzt. Die Canberra war im Frühjahr an der erfolglosen Jagd auf das deutsche Panzerschiff Admiral Scheer beteiligt. Im März des Jahres wurden die ständigen Geleitfahrten durch das Aufbringen des deutschen Versorgungsschiffes Coburg und des ehemaligen norwegischen Tankers Ketty Brǿvig belohnt, was zusammen mit der neuseeländischen Leander geschah.
Als der Pazifikkrieg ausbrach, befand sich die Canberra gerade im Hafen von Sydney. Als Teil der ABDA-Flotte eskortierte sie im Januar 1942 Truppentransporter nach Neuguinea und Java.

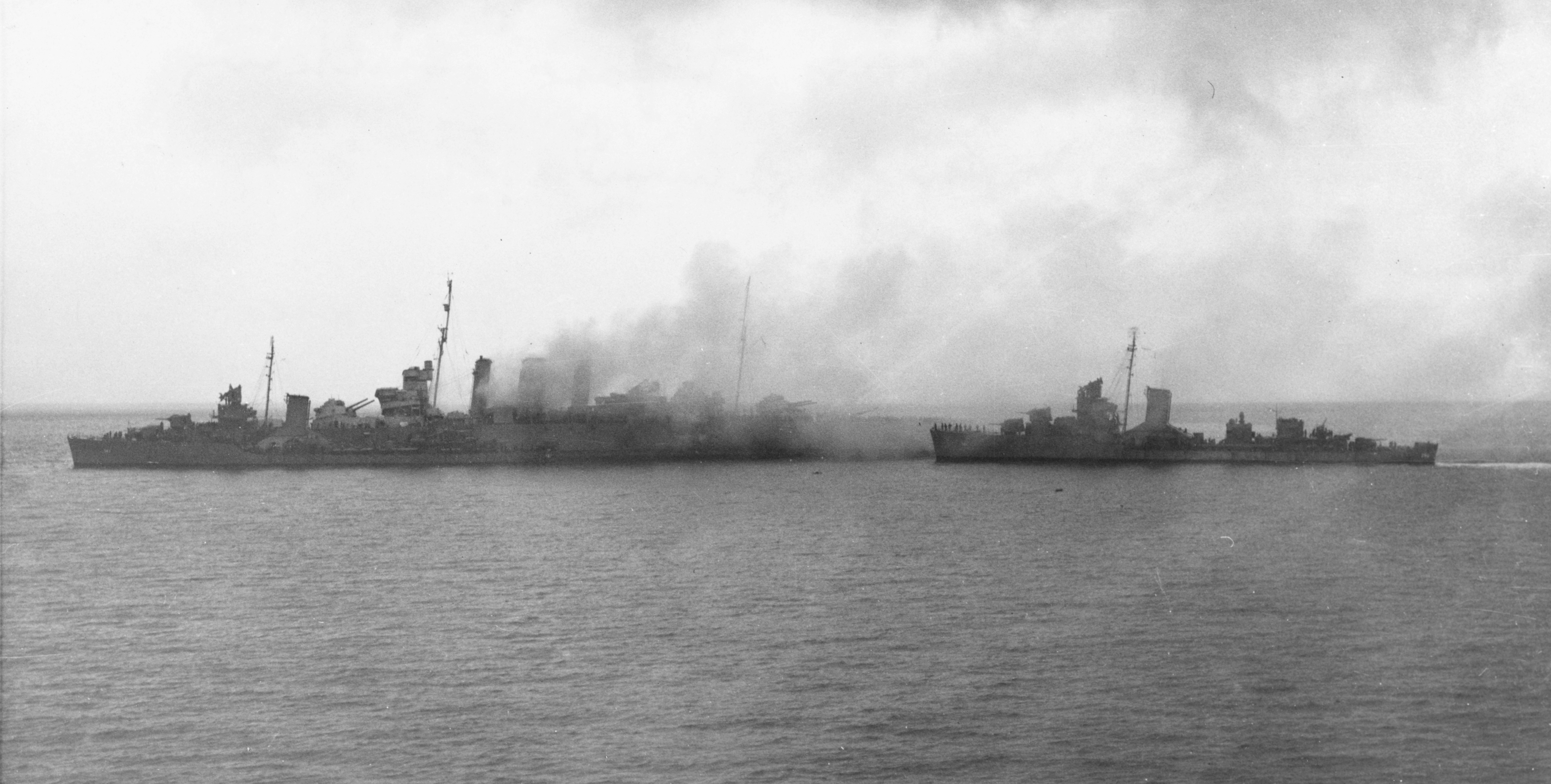
Die brennende HMAS Canberra bei Savo Island

Nach einer längeren Überholungspause im Dock in Sydney übernahm Captain Frank E. Getting im Juni 1942 das Kommando über die Canberra. Noch im selben Monat lief die Canberra ins Korallenmeer und schloss sich dort der Task Force 44 an. Anschließend erfolgte der Einsatz bei der amerikanischen Landung auf Guadalcanal, der bei der Schlacht bei Savo Island am 9. August mit ihrer Versenkung endete.
Die Canberra wurde an Steuerbord von zwei japanischen Torpedos getroffen und zusätzlich von mindestens 20 Salven japanischer Schiffsartillerie. An Bord waren 193 Opfer zu beklagen. Das Schiff verlor den Antrieb, und die Überlebenden wurden an Bord der amerikanischen Zerstörer USS Patterson und USS Blue übergesetzt. Rear Admiral Richmond Kelly Turner ordnete die Versenkung des Schiffes an, sofern es sich nicht bis 6.30 Uhr am nächsten Morgen eigenständig wieder fortbewegen könnte. Als dies nicht erreicht werden konnte, feuerte die USS Selfridge 263 Granaten und schoss vier Torpedos, bis die Canberra um 8.00 Uhr am 9. August 1942 unterging.